# X-Men: Days of Future Past
X-Men: Days of Future Past är en brittisk-amerikansk superhjältefilm från 2014 i regi av Bryan Singer. Den är baserad på karaktärer från X-Men. Det är den sjunde delen i X-Men filmserien. Det är både en uppföljare till X-Men: The Last Stand (2006), och X-Men: First Class (2011). Den utspelar sig två år efter händelserna i The Wolverine (2013).

## Handling
Kitty Pryde använder sina krafter för att skicka Wolverine tillbaka i tiden där han möter de yngre mutanterna, bland annat Professor X, Magneto och Mystique, och nu måste de tillsammans förhindra ett krig mellan människor och mutanter.

## Rollista (i urval)
- Hugh Jackman – James "Logan" Howlett / Wolverine
- James McAvoy – Charles Xavier / Professor X (yngre)
- Michael Fassbender – Erik Lehnsherr / Magneto (yngre)
- Jennifer Lawrence – Raven Darkholme / Mystique
- Ian McKellen – Erik Lehnsherr / Magneto (äldre)
- Patrick Stewart – Charles Xavier / Professor X (äldre)
- Halle Berry – Ororo Munroe / Storm
- Nicholas Hoult – Dr. Henry "Hank" McCoy / Beast (yngre)
- Elliot Page[1] – Katherine "Kitty" Pryde / Shadowcat
- Peter Dinklage – Bolivar Trask
- Shawn Ashmore – Bobby Drake / Iceman
- Omar Sy – Lucas Bishop
- Evan Peters – Peter Maximoff / Quicksilver
- Josh Helman – William Stryker
- Daniel Cudmore – Peter Rasputin / Colossus
- Fan Bingbing – Clarice Ferguson / Blink
- Adan Canto – Roberto Da Costa / Sunspot
- Booboo Stewart – James Proudstar / Warpath
- Mark Camacho – Richard Nixon
- Lucas Till – Alex Summers / Havok
- Evan Jonigkeit – Mortimer Toynbee / Toad
- Gregg Lowe – Eric Gitter / Ink
- Anna Paquin – Marie D'Ancanto / Rogue
- Famke Janssen – Jean Grey (cameo)
- James Marsden – Scott Summers / Cyclops (cameo)
- Kelsey Grammer – Dr. Henry "Hank" McCoy / Beast (äldre) (cameo)

## Produktion
Inspelningen började 15 april 2013 och avslutades 17 augusti samma år. Ytterligare inspelning varade mellan november och februari 2014. Det är den första X-Men-filmen som är inspelad i 3D. Anna Paquin hade från början en större roll som Rogue, men det mesta av hennes scener togs bort för bioversionen av filmen. Anledningen var att dessa delar distraherade huvudhistorien för mycket.
Bryan Singer hade tidigare regisserat det första två filmerna i serien, X-Men och X2: X-Men United. Singer var studions första val för prequeln X-Men: First Class. Istället hade han arbetat med manuset till den filmen. Matthew Vaughn som regisserade First Class hoppade av projektet under hösten 2012, Singer valde då att återvända.